# Religia în Brazilia

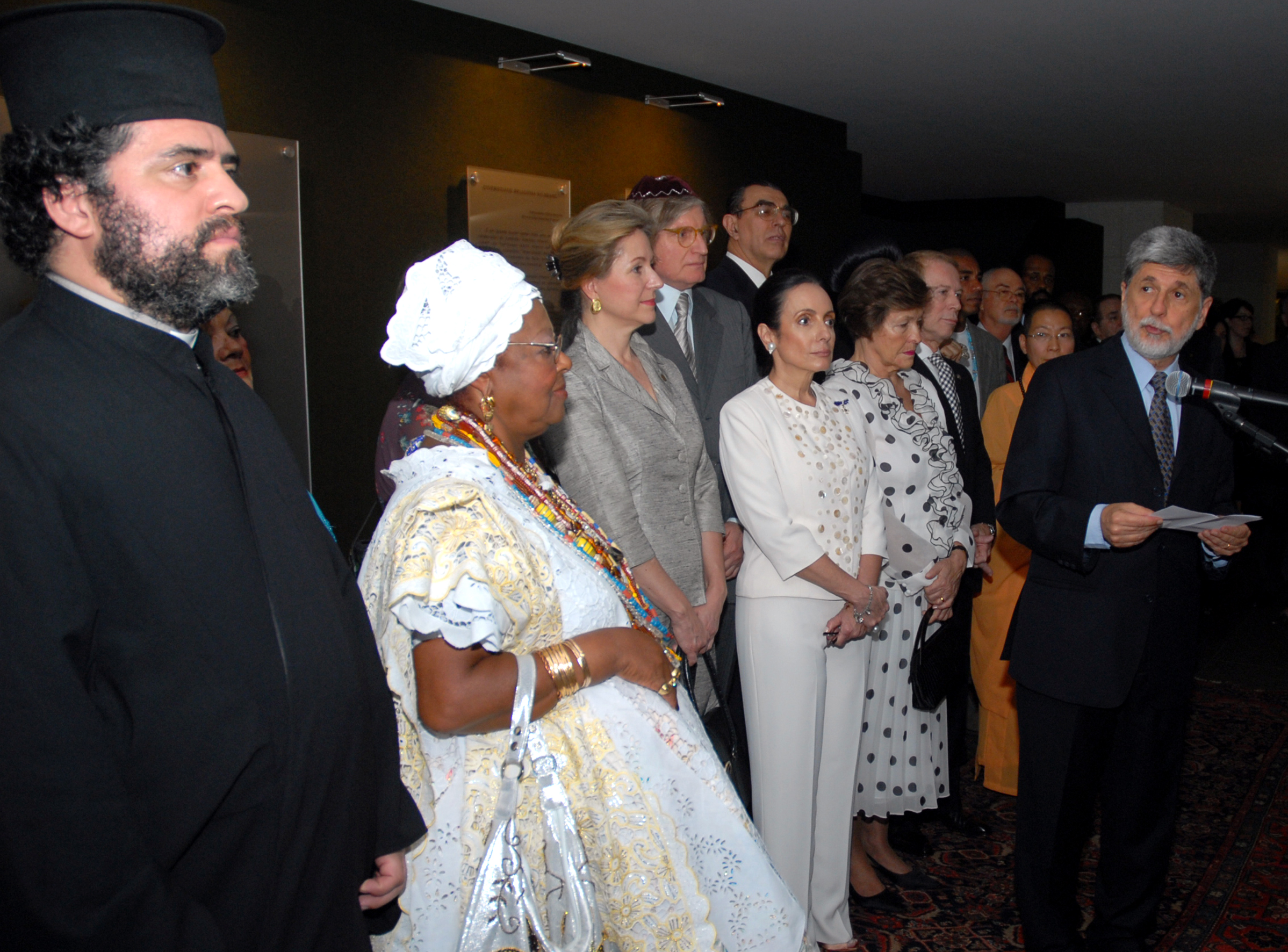
Participanți la întâlnirea Diversidade Religiosa no Brasil (Diversitatea religioasă din Brazilia)

Religia în Brazilia este remarcabilă atât prin gradul său mare de aderență, în comparație cu alte țări din America Latină, cât și prin diversitatea sa.
Brazilia a încetat să mai aibă o religie oficială din 1889, când a fost instituită Constituția Braziliană. Constituția garantează libertatea absolută a religiei. Peste 70 % din totalul populației și-a declarat la recesământul din anul 2002 apartenența la Biserica Romano-Catolică. Cu toate acestea, există multe alte religii în Brazilia. Câteva din acestea  sunt: protestantismul, penticostalismul, episcopală, metodistă, luteranismul și baptismul. Sunt peste un milion și jumătate de adepți ai spiritismului, care urmează doctrinele lui Allan Kardec. Există de asemenea adepți ai Biserica lui Isus Hristos a Sfinților din Zilele din Urmă, minorități de musulmani, evrei, budiști și numeroși adepți ai religiilor afro-braziliene Candomble și Umbanda.
Religiile din Brazilia sunt foarte diversificate și tind spre sincretism. În ultimele decenii, a avut loc o creștere a numărului de biserici neo-penticostale, fenomen ce a scăzut atât numărul adepților Bisericii Romano-Catolice, cât și cel al religiilor afro-braziliene. Cu aproximație nouăzeci de procente (90%) din populația braziliană a declarat o apartenență religiosă la ultimul recesământ.

## Distribuția populației braziliene în concordanță cu credințele religioase
| Religie                                       | Populație (milioane) | Proporție (%) |
| --------------------------------------------- | -------------------- | ------------- |
| Romano-Catolicism                             | 130                  | 74 %          |
| Protestantism                                 | 25                   | 15,4 %        |
| Fără afiliere religiosă, agnostici și ateiști | 12                   | 7,4 %         |
| Spiritism                                     | 2,2                  | 1,3 %         |
| Religii Afro-braziliene                       |                      | 0,3 %         |
| Alte religii                                  |                      | 1,7 %         |

## Creștinătatea

### Catolicismul

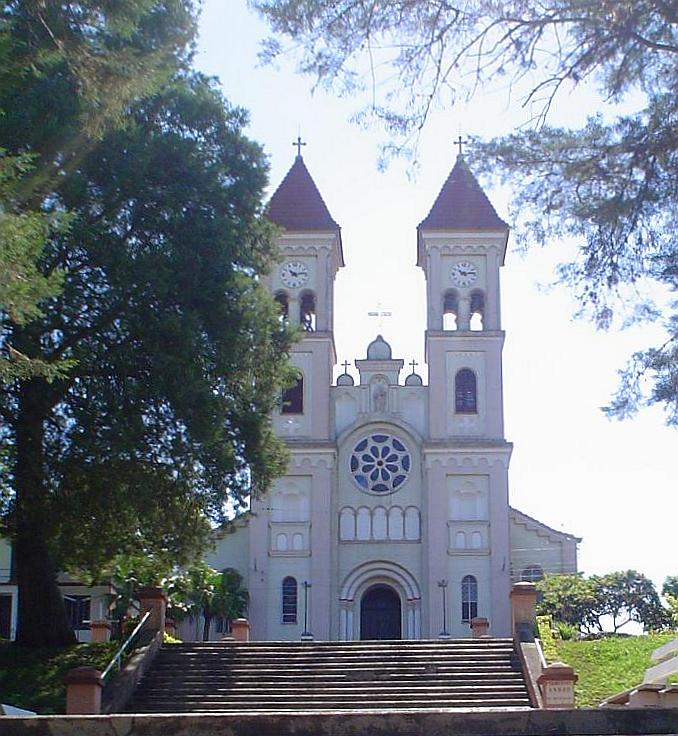
Biserica Catolică din Rio Grande do Sul.

Brazilia are numărul cel mai mare de catolici din lume.Romano-Catolicismul a fost principala religie a țării încă de la începutul secolului al XVI-lea. A fost introdus în rândul populației native de către misionarii iezuiți și respectat de asemenea de primii coloniști portughezi. În era colonială, nu exista o libertate a apartenenței religioase.Toți coloniștii portughezi și brazilieni erau legați în mod obligatoriu de credința romano-catolică și forțați să plătească taxe bisericii. După căpătarea independenței, prima Constituție Braziliană a introdus libertatea confesională în 1824, religia romano-catolică rămânând cea oficială. Guvernul Imperial plătea renumerația  preoților catolici și influența alegerea episcopilor. Unitățile politico-administrative municipale însoțeau ierarhia episcopatelor în  "freguesias" (parohii). Au existat de asemenea obstacole în construcția bisericilor și cimitirelor aparținând Bisericii Romano-Catolice. Prima Costituție Republicană din 1891 a separat religia de stat, făcând toate religiile din stat egale în Codul Legii, Biserica Romano-Catolică rămânând foarte influentă cu toate astea până în anii 1970. Un exemplu în acest sens: datorită puternicei opoziții a Bisericii Catolice, divorțul nu a fost permis în Brazlia înainte de 1977, chiar și în cazul cuplurilor aparținând altor religii. Catolicismul practicat în Brazilia este bogat în ceremonii populare ce își au radăcinele în tradițiile portugheze dar de asemenea este influențat de obiceiurile ce au aparținut sclavilor africani și populației native braziliene. Tradițiile populare includ pelerinaje la „Altarul Național al Maicii Noastre din Aparecida” („Nossa Senhora Aparecida”) — Sfântul protector al Braziliei — și festivaluri religioase cum ar fi „Cirio de Nazare” în [Belem] și „Festa do Divino” în multe orașe din centrul Braziliei. Zonele care au primit numeroși imigranți europeni în ultimul secol, mai ales italieni și germani, au tradiții catolice mai apropiate de cele practicate în Europa.
Cel mai mare procent de catolici se află în regiunea de  Nord-Est (79,9 %) și de Sud (77,4 %). Cel mai mic procent de catolici este găsit în regiunea central-vestică (69,1 %).Statul Piauí are cel mai mare procent de catolici (90,03 %, în timp ce statul Rio de Janeiro îl are pe cel mai mic (56,19 %). Dintre capitalele de state federative, Teresina are cel mai mare procent de catolici din țară (86,09 %), urmată de Aracaju, Fortaleza, Florianópolis și  João Pessoa.

### Protestantismul

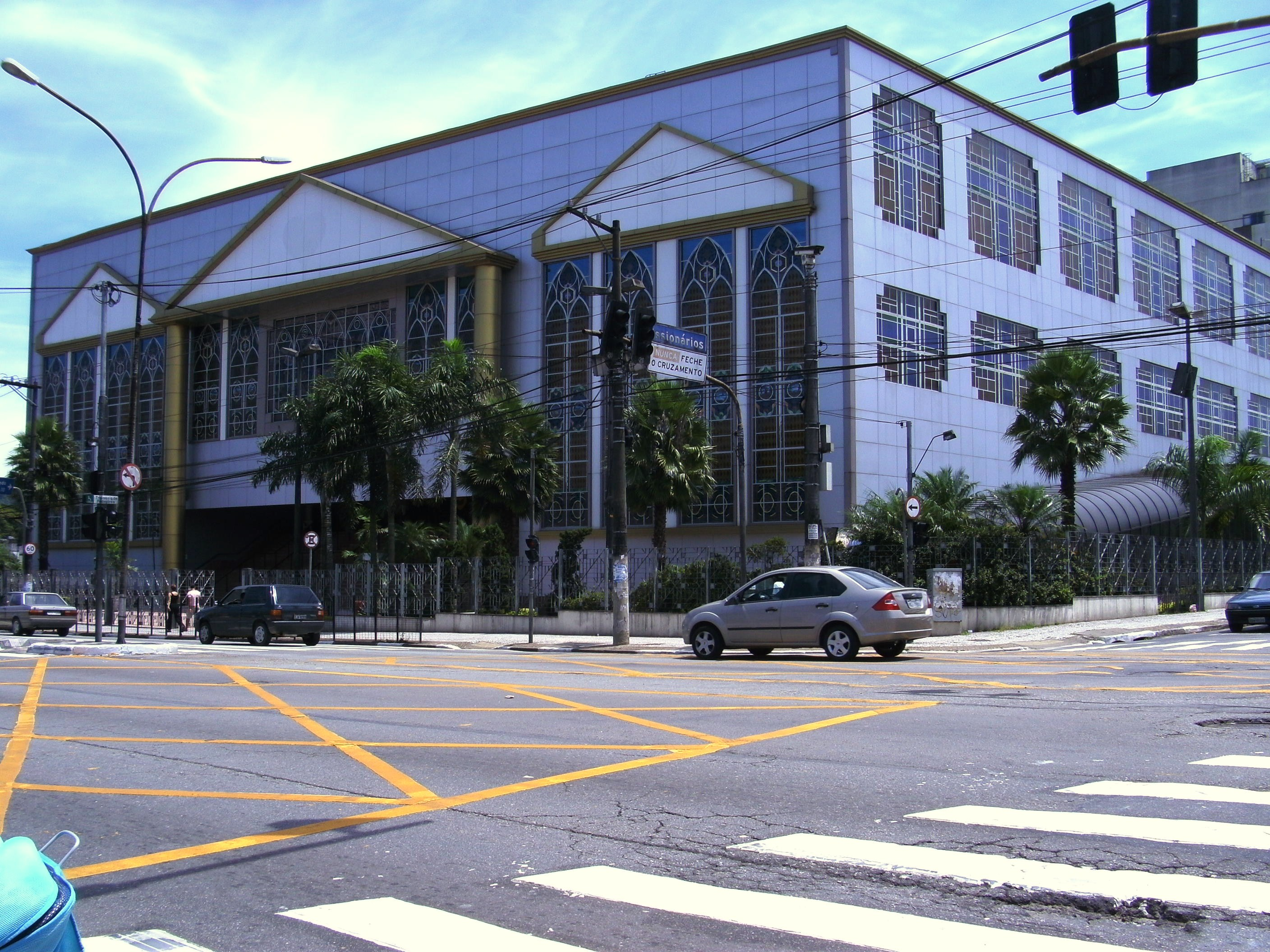
Biserica Universală a Împărăției lui Dumnezeu din São Paulo

Brazilia are multe din curentele creștinismului. Astfel, există: neo-penticostali, penticostali și protestanți tradiționali (majoritatea dintre ei baptiști, prezbiteri și metodiști) predominant pornind din Minas Gerais spre sud.În aceeași regiune, mai ales în Minas Gerais și în São Paulo, un număr mare din clasa de mijloc, aproximativ 1-2 % din populația totală, este adeptă a spiritismului, uneori in formă pură, alteori în sincretism cu romano-catolicismul. Biserica Anglicană Episcopală a Braziliei, parte din Comuniunea Anglicană, are cu aproximație 120.000 membri. Protestantismul este, în general,  singura religie din Brazilia lipsită de sincretism. Centre cu neo-penticostali mai sunt în Londrina, în statul Paraná, la fel ca și în orașele São Paulo, Rio de Janeiro și Belo Horizonte (capitala statului federativ Minas Gerais), mai ales în zona suburbiilor și împrejurimilor acestor orașe. Luteranii sunt concentrați mai ales în statele Rio Grande do Sul, Santa Catarina și regiunile provinciale a statelor Rio de Janeiro și Espírito Santo.
Brazilia are de asemenea un însemnat număr de adepți aparținând Martorilor Lui Iehova (cu aproximație 199.645). Cel mai mare număr de protestanți este găsit în Nord (19,8%), partea central-Vestică (18,9%) și în cea Sud-Estică (17,5%). Dintre capitalele statelor federative, Rio de Janeiro are cel mai mare procent de protestanți non-penticostali din țară (10,07%), urmat de Vitória, Porto Velho, Cuiabá și Manaus. Goiânia este însă capitala de stat federativ cu cel mai mare procent de protestanți penticostali din țară (20,41%), urmată de Boa Vista, Porto Velho, Belém și Belo Horizonte.

### Alte religii
Biserica lui Isus Hristos a Sfinților din Zilele din Urmă are un număr de 1.104.886 membri. Populația creștin-ortodoxă este de 500.000 membri, compusă din biserici construite de valurile de imigranți libanezi, sirieni, armenieni, greci, ruși și ucraneni veniți în secolul trecut.

## Religiile africane și indigene

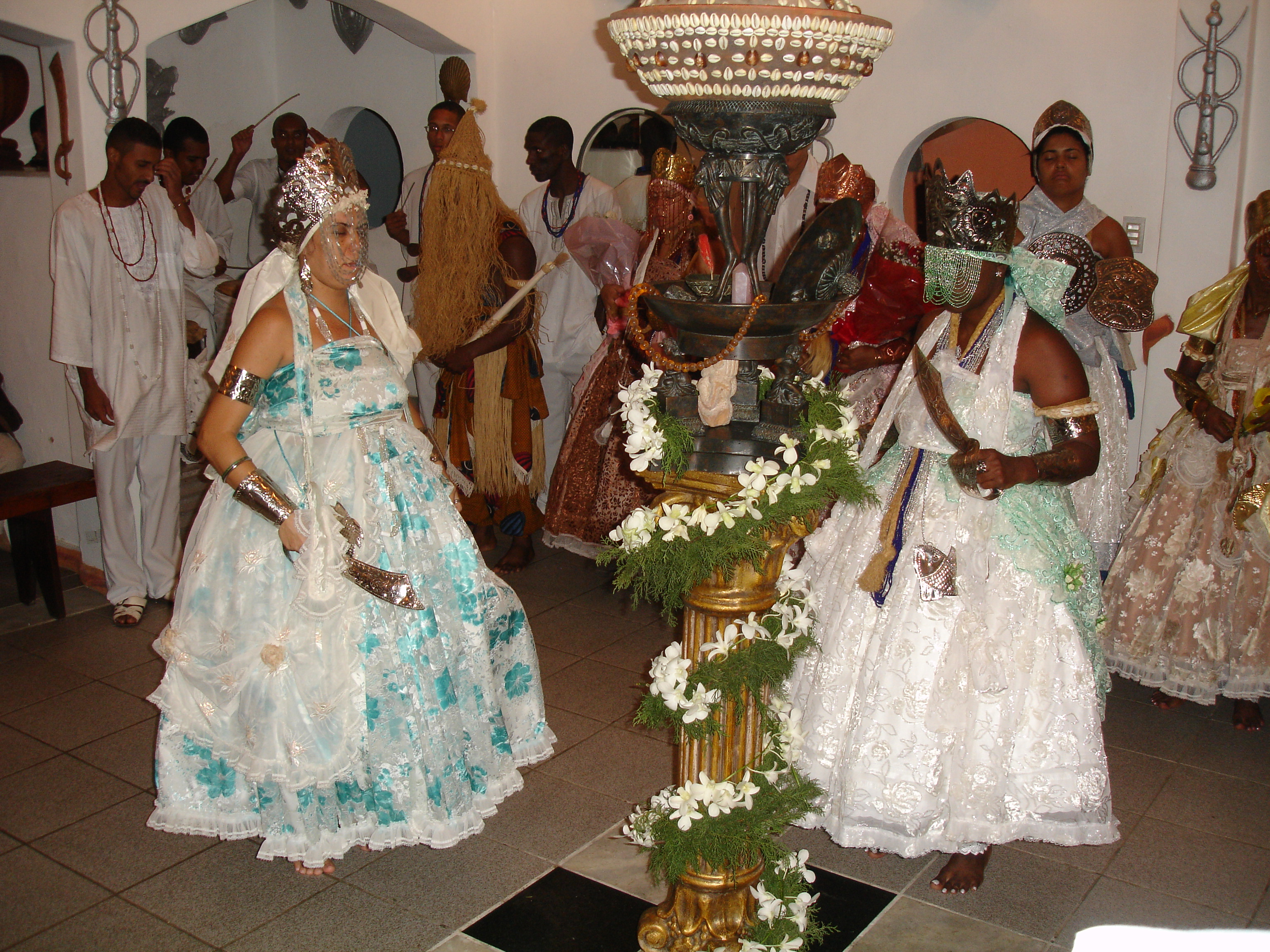
Oameni în timpul unei sărbători Candomblé.

Religiile afro-braziliene sunt religii sincretice (de exemplu Candomblé), ce au mulți adepți în principal printre afro-brazilieni. Sunt concentrate mai ales în centrele urbane din nord-est, cum ar fi Salvador, Recife, sau Rio de Janeiro în sud-est. Orașele São Paulo, Porto Alegre și Florianópolis au un număr foarte mare de adepți, în sudul Braziliei însă, cel mai des intalnit ritual cu influențe africane este „Almas e Angola”, ritual specific religiei Umbanda. În prezent există peste 70 de „Terreiros” în Florianópolis, acestea fiind locurile unde ritualurile se desfășoară. Pe lângă  Candomblé — care este ceea ce a supravețuit din religia est-africană — mai există de asemenea Umbanda, ce amestecă spiritismul cu religiile indigene si africane. Există prejudecăți privitoare la „religiile africane” din sudul Braziliei dar există catolici, protestanți și alți creștini care cred atât în „Orishas” mergând atât la biserici cât și la „Terreiros”.
Candomblé, Umbanda, Batuque, Xango și Tambor de Mina, au fost la origini aduse de către sclavii africani.Aceștia iși invocau zeii numițti „Orixas” sau „Vodu” prin cântece și dansuri aduse din Africa. Aceste manifestări religioase au fost persecutate de-al lungul istoriei braziliene, în mare parte pentru că erau considerate a fi pagâne sau chiar aparținând satanismului. Cu toate astea, guvernul republican brazilian le-a legalizat pe toate datorită necesității de separare între Stat și Biserică în 1889.
În practicile actuale, adepții Umbanda lasă ofrande constând în alimente, lumânări și flori în locuri publice pentru spirite. Locurile de manifestare a religiei Candomblé sunt locuri mult mai ferite de vedere, cu excepția faimoaselor festivaluri cum ar fi „Festivalul Iyemanja” și „Apele din Oxala”, în regiunea nord-estică. Pornind din Bahia spre Nord există diverse practici, cum ar fi Catimbo sau Jurema, cu foarte multe elemente indigene.În întreaga țară, dar mai ales în pădurea tropicală amazoniană există indigeni care încă își practică vechiile lor tradiții. Multe din credințele lor și utilizarea derivatelor din plantele ce cresc în mod natural în pădure, au fost încadrate în religiile africane, spiritiste și populare.

## Alte religii

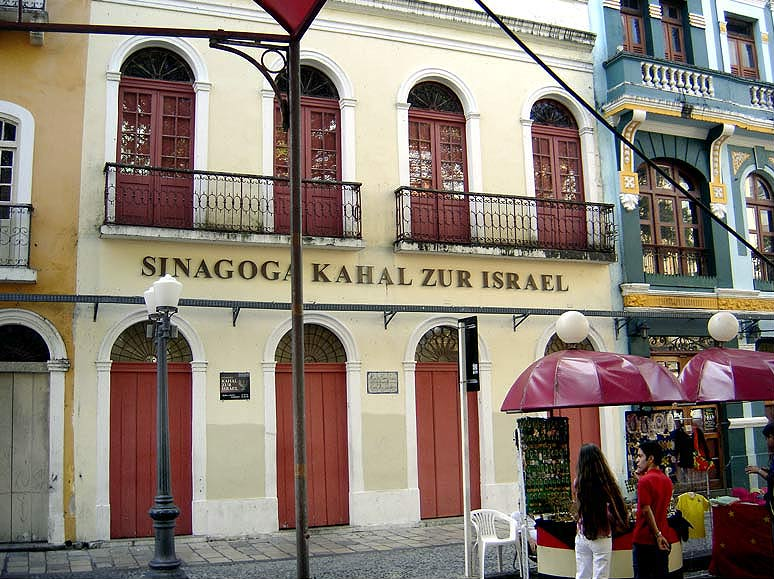
Cea mai veche sinagogă din Americi, Kahal Zur Israel Synagogue,
aflată în Recife.

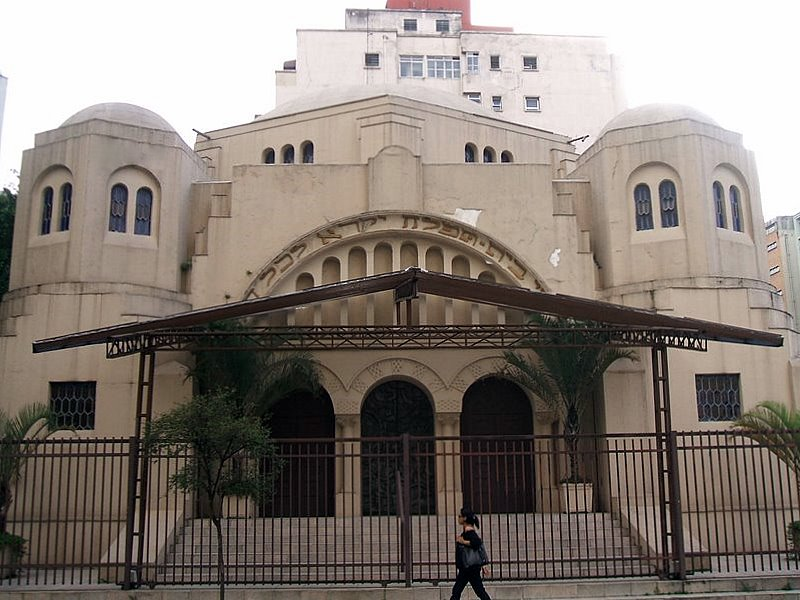
Beth El Sinagoga din São Paulo.

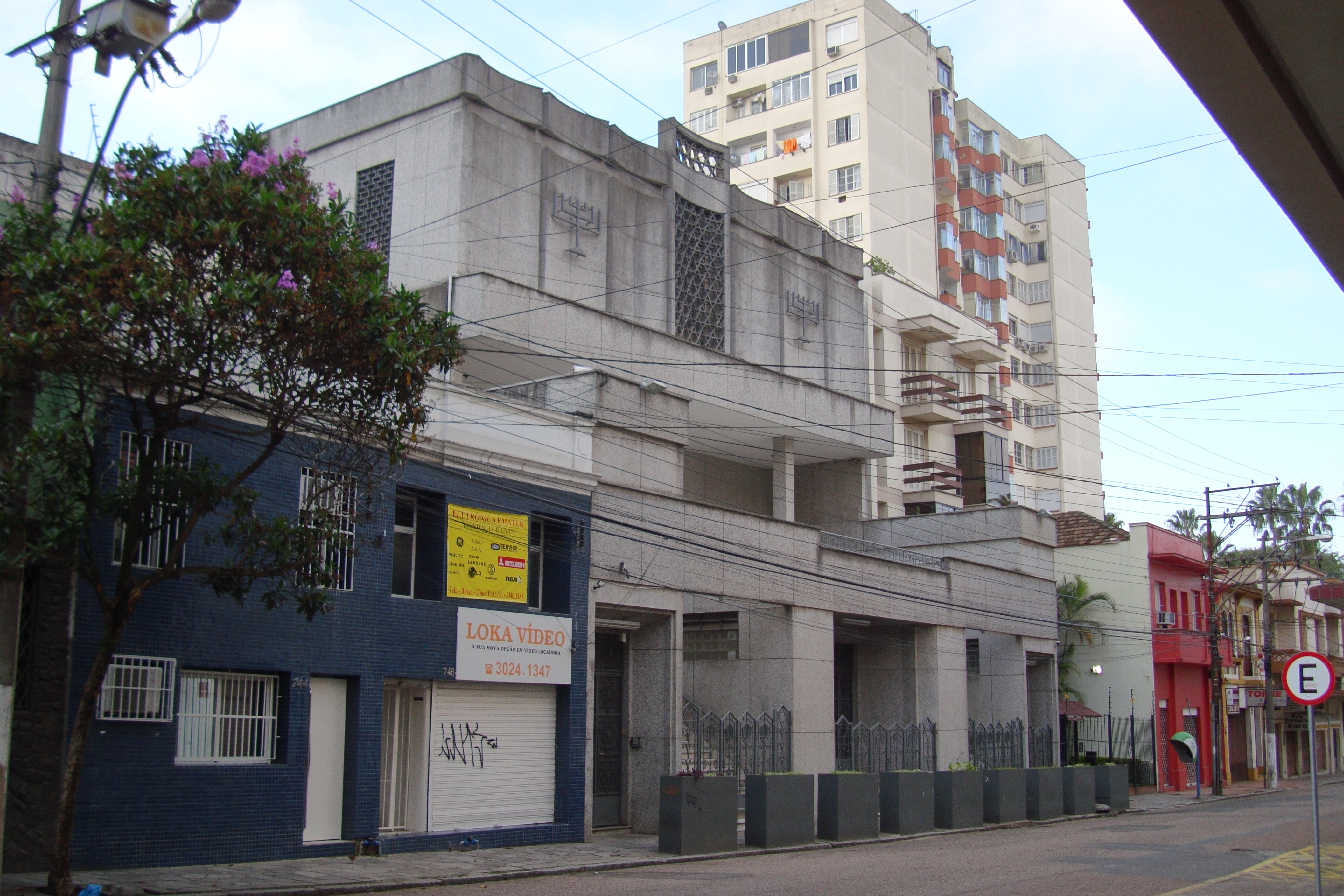
Synagogue in Porto Alegre.

Există grupuri restrânse ce se declară ca aparținând: iudaismul (186.000), budismul (215.000), șintoismul, Mișcarea Rastafari și altele.Adepții acestor religii sunt imigranți veniți in secolul al XX-lea sau urmași recenți ai acestora din estul Asiei, Orientul Mijlociu sau din estul Europei. Șapte procente din populația țării se declară ca aparținând agnosticismului sau ateismului.
Una din cele mai neobișnuite trăsături ale bogatului peisaj spiritual din Brazilia este prezența sectelor ce folosesc „ayahuasca” (un ceai psiho-stimulant amazonian), incluzând „Santo Daime”, „ União de Vegetal” și „Centro de Cultura Cósmica” (Centrul de Cultura Cosmică).Sincretismul, împreună cu ideile predominante din dictatura militară, au dus la formarea unei biserici ce îl are la bază pe filozoful Auguste Comte cu principiile filozofiei pozitiviste, având fundamentul în Biserica Pozitivistă Braziliană din Rio de Janeiro.

### Iudaismul
Hebrew first arrived in Brazlia were "cristae-novos" (new Christians) or "conversos", a name that is used to refer to Jews or Muslims convert to Catholicism, most constrained circumstances. According to reports provided by [the Inquisition], many new Christians who lived in colonial Brazil, were convicted of secretly practicing habits that iudaice.Aceste reports can not be considered as a source of reliable historical documentation, since the Inquisition confiscate all the possessions of the victims, thus having a direct interest in denouncing and condemning them.em.
În 1630 [Olanda] a  cucerit porțiuni din Nord-Estul Braziliei și a permis libera practicare a religiilor.Mulți evrei au venit din Olanda și s-au stabilit in Brazilia în aria dominată de olandezi.Cei mai mulți dintre ei erau descendenți ai evreilor portughezi care fuseseră expulzați din Portugalia în 1497.În 1636 a fost construită Sinagoga Israeliană Kahal Zur, prima din Americi, în Recife, capitala Braziliei Olandeze. Clădirea inițială a supravețuit până în prezent, deși evreii au fost forțați să părăsească Brazilia când teritoriul ocupat de olandezi a fost redobândit de portughezi în 1654. Primii evrei stabiliți in Brazilia și practicanți liberi ai religiei iudaice au venit în țară în 1824, imediat după dobândirea independenței, când prima constituție garanta libertatea confesională. Majoritatea erau evrei marocani, descendenți ai evreilor spanioli și portughezi ce fuseseră expulzați din Spania și Portugalia în 1497. Primul val de [evrei sefarzi] a fost depășit de valul mult mai mare de [evrei așkenazi] ce au venit la sfârșitul secolului al XIX-lea și începutul secolului al XX-lea, în principal din Rusia, Polonia, Belarus și Ucraina. Un ultim grup semnificativ de imigranți evrei au venit încercând să scape de nazism și de ampla distrugere ce a urmat celui de al Doilea Război Mondial. În prezent, există aproximativ 196.000 de evrei în Brazilia. Cel mai mare procent este găsit în statele federative São Paulo
și Rio de Janeiro.

### Islamismul
Potrivit recesământului din 2007, existau 27.239 musulmani în Brazilia. Se presupune că prima dată în Brazilia, această religie a fost practicată de către sclavii proveniți din vestul Africii, descendenții lor însă practicând ulterior alte religii. Savanții susțin că Brazilia a primit mai mulți musulmani deveniți sclavi decât oricare din țările celor două Americi.
În prezent, populația musulmană din Brazilia este alcătuită majoritar din imigranții arabi și descendenții lor. Există cu aproximație 55 de moschei și centre religioase musulmane. Comunitățile cele mai mari de musulmani sunt întâlnite în São Paulo și în statele Paraná.

## Opinii și credințe
Un sondaj de opinie din 2007, făcut de „Datafolha” și publicat în ziarul „Folha de S. Paulo”, a pus intrebări diverse referitoare la credințele religioase ale poporului brazilian.În acest sondaj, 64 % s-au declarat a fi catolici, 17 % protestanți penticostali, 5 % protestanți non-penticostali, 3 % spiritiști, 3 % adepți ai altor religii, 7 % nereligioși sau atei. Mai puțin de 1 % s-au declarat a fi adepți ai religiilor afro-braziliene.
Despre credința în Dumnezeu și în Diavol
- 97 % din brazilieni cred în existența Lui Dumnezeu; 2 % au îndoieli iar 1 % nu cred în Dumnezeu.
- 75 % din brazilieni cred în existența Diavolului, 9 % au îndoieli iar 15 % nu cred în existența lui.
- 81 % din cei nereligioși cred în Dumnezeu.

Despre Isus Cristos
93% din brazilieni cred în învierea lui Isus Cristos; 92 % cred în existența Sfântului Duh; 87% în apariția miracolelor; 86 % în faptul că Maria a dat naștere lui Isus fiind virgină; 77 % cred în întoarcerea Lui Isus la sfârșitul lumii; 65 % în faptul că împărtășania este corpul lui Isus; 64 % cred că după moarte unii oameni merg în [Rai]; 58 % cred că după moarte unii oameni merg în Iad și 60 % cred că după moarte există viață.
Despre credința în sfinți
- 57 % cred în existența sfinților.
- 49 % se roagă în mod constant unui sfânt (68 % printre catolici și 76 % printre adepții Umbanda).
- 18 % se roagă Maicii de la Aparecida (26 % printre catolici); sfântului Anton, sfântului Expeditus (5 % fiecare), sfântul Gheorghe (3 %), sfântul Iudas Thaddeus, sfântul Francisc de Assisi și sfântul Iosif (2 % fiecare).

Despre preoții catolici
- 51 % sunt de părere că unii preoți respectă principiul castității, 31 % majoritatea, 8 % consideră că nici un preot nu respectă principiul iar 4 % cred că toți preoții îl respectă.
- 66 % sunt de părere că preoților ar trebui să li se permită căsătoria (59 % dintre catolici și 94 % din adepții Candomblé).
- în legătură cu abuzurile sexuale ce implică preoți catolici, 38 % consideră că unele acuzații sunt adevărate, 30 % consideră ca majoritatea sunt adevărate, 21 % toate sunt adevărate, 4 % consideră că nici o acuzație nu e adevărată.

Despre celelalte religii
- În legătură cu afirmația: „Catolicii nu-și practică religia”, 19 % dintre brazilieni au fost de acord în totalitate și 41 % au fost de acord parțial.
- În legătură cu afirmația: „Protestanții sunt induși în eroare de către preoții lor”, 61 % au căzut de acord (77 % dintre kardeciști, 67 % dintre catolici și 45 % dintre protestanți).
- În legătură cu afirmația: „Umbanda este un lucru al Diavolului”, 57 % au fost de acord (83 % dintre protestanții evanghelici, 53 % dintre catolici și 12 % dintre umbadiști).
- În legătură cu afirmația: „Evreii se gândesc doar la bani”, 49 % au fost de acord.
- În legătură cu afirmația: „Musulmanii susțin terorismul”, 49 % au fost de acord.